# آن فيرنون
آن فيرنون (بالفرنسية: Anne Vernon)‏ هي ممثلة فرنسية، ولدت في 7 يناير 1924 في فرنسا.

## وصلات خارجية
- آن فيرنون على موقع IMDb (الإنجليزية)
- آن فيرنون على موقع ألو سيني (الفرنسية)
- آن فيرنون على موقع أول موفي (الإنجليزية)
- آن فيرنون على موقع قاعدة بيانات الأفلام السويدية (السويدية)
- آن فيرنون على موقع ديسكوغز (الإنجليزية)
- آن فيرنون على موقع قاعدة بيانات الفيلم (الإنجليزية)
- آن فيرنون على موقع كينوبويسك (الروسية)